# Madison, Florida
Madison är administrativ huvudort i Madison County i den amerikanska delstaten Florida. Det finns två traditioner gällande ortnamnet. Antingen har orten, på samma sätt som countyt, fått sitt namn efter president James Madison, eller efter markägaren Madison C. Livingston. San Pedro var tidigare huvudort i Madison County men år 1838 flyttades countyts huvudort till Madison och Madison C. Livingston räknas som ortens grundare.